# Hide and Seek (Соколиный глаз)
«Hide and Seek» (с англ. — «Прятки») — второй эпизод американского телесериала «Соколиный глаз», основанного на персонажах Marvel Comics Клинте Бартоне и Кейт Бишоп. В данном эпизоде Кейт начинает работать с Клинтом Бартоном, чтобы вычислить убийцу Арманда III, узнать больше о Ронине и помочь Клинту вернуться домой к Рождеству. Действие эпизода происходит в медиафраншизе «Кинематографическая вселенная Marvel» (КВМ), и он напрямую связан с фильмами медиафраншизы. Сценарий написала Элиза Клемент, а режиссёром выступил Риз Томас.
Джереми Реннер и Хейли Стайнфелд вновь исполняют соответствующие роли Клинта Бартона и Кейт Бишоп, и главные роли также исполняют Вера Фармига, Тони Далтон, Фра Фи, Алекс Паунович, Пётр Адамчик, Линда Карделлини, а также Алаква Кокс в роли Майи Лопес / Эхо. Ава Руссо, Бен Сакамото и Кейд Вудворд вновь исполняют роли детей Бартона из предыдущих фильмов КВМ — Лайлы, Купера и Натаниэля, соответственно. Золотистый ретривер Джолт исполняет роль Лаки, Пицца-пса.
Съёмки проходили в Нью-Йорке, а дополнительные съёмки и озвучивание — в Атланте, штат Джорджия.
Эпизод «Hide and Seek» вышел на Disney+ 24 ноября 2021 года.

## Сюжет
Кейт отводит Клинта в свою квартиру, и Клинт объясняет ей, что костюм Ронина принесёт только проблемы. На них вновь нападает Мафия в трениках и поджигает квартиру коктейлем Молотова. Герои сбегают из горящей квартиры и оставляют в ней костюм Ронина. Кейт добирается до квартиры своей уехавшей на отдых тёти, а Клинт отправляет своих детей из Нью-Йорка домой, пообещав вернуться к Рождеству.
Бартон сопровождает Кейт на её работу, и объясняет девушке, что в результате многих битв он стал плохо слышать. Клинт отправляется на сгоревшую квартиру и, переодевшись в пожарного, пытается найти костюм Ронина, однако там он его не находит, но замечает на лобовом стекле пожарной машины афишу ролевых игр в Нью-Йорке. Позднее он находит в Instagram ролик, на котором ролевик рассказывает, что нашёл костюм Ронина и наденет его на предстоящую полигонную ролевую игру. В компании Элеоноры «Bishop Security» Кейт встречается с Джеком и соглашается прийти на ужин, однако заявляет, что темы для разговора будет выбирать она.
Клинт приходит к полигону ролевой игры и узнаёт, что к ролевику в костюме Ронина ему придётся прорываться с боем. Надев доспех, он побеждает всех ролевиков, пока не добирается до мужчины, одетого в костюм Ронина. Тот представляется пожарным по имени Гриллз и просит Клинта проиграть ему в обмен на костюм. Клинт сражается с Гриллзом и поддаётся ему, в результате чего получает костюм и уходит. Во время семейного ужина Кейт безуспешно пытается убедить свою мать в причастности Дюкейна к смерти Арманда и, заметив в его доме множество мечей, даже вызывает Джека на фехтовальный поединок. Сначала Джек поддаётся, что злит девушку, и она делает неожиданный выпад в его сторону, который он с лёгкостью отбивает не глядя и предлагает ей конфету, которые Кейт видела в кабинете Арманда III. Кейт делает вывод, что Джек причастен к убийству своего дяди. Получив зацепку, девушка пытается связаться с Клинтом, однако не может до него дозвониться.
В это же время Клинт отправляет Мафии в трениках своё местоположение и позволяет взять себя в плен, чтобы больше узнать о мотивах организации. Кейт отслеживает местонахождение Бартона, но в итоге также попадает в плен. Член банды сообщает своему боссу Майе Лопес о пленении Клинта Бартона и Кейт Бишоп.

## Реакция
На сайте-агрегаторе рецензий «Rotten Tomatoes» эпизод имеет рейтинг 92 % со средней оценкой 7,7 из 10 на основе 13 отзывов.
Джек Шепард из GamesRadar+ поставил эпизоду 4 балла из 5 и отметил химию между Реннером и Стайнфелд. Он назвал сцену с ролевиками лучшей в серии. Кит Фиппс из Vulture также дал эпизоду 4 звезды из 5 и тоже похвалил Реннера со Стайнфелд. Мэтт Пёрслоу из IGN посчитал момент с ролевыми играми «забавным» и подчеркнул «нежелание Бартона быть втянутым в конфликт».

## Комментарии
1. ↑  В результате событий фильмов «Мстители» (2012), «Мстители: Эра Альтрона» (2015) и «Мстители: Финал» (2019).